# Paniewo (województwo kujawsko-pomorskie)
Paniewo – wieś w Polsce położona w województwie kujawsko-pomorskim, w powiecie radziejowskim, w gminie Topólka.

## Podział administracyjny
W latach 1975–1998 miejscowość administracyjnie należała do województwa włocławskiego. Wieś sołecka – zobacz jednostki pomocnicze gminy Topólka w BIP.

## Historia
Paniewo to w XIX wieku wieś i dobra w powiecie nieszawskim, gminie Czamanin, parafii Świerczyn:
- w 1827 r. było 8 domów i 94 mieszkańców
- w 1885 r. było tu 113 mieszkańców, 502 mórg ziemi dworskiej i 36 mórg włościańskiej

Dobra Paniewo w roku 1885 miały 1911 mórg obszaru.

## Demografia
Według Narodowego Spisu Powszechnego (III 2011 r.) wieś liczyła 225 mieszkańców. Jest ósmą co do wielkości miejscowością gminy Topólka.